# Lina Kostenko

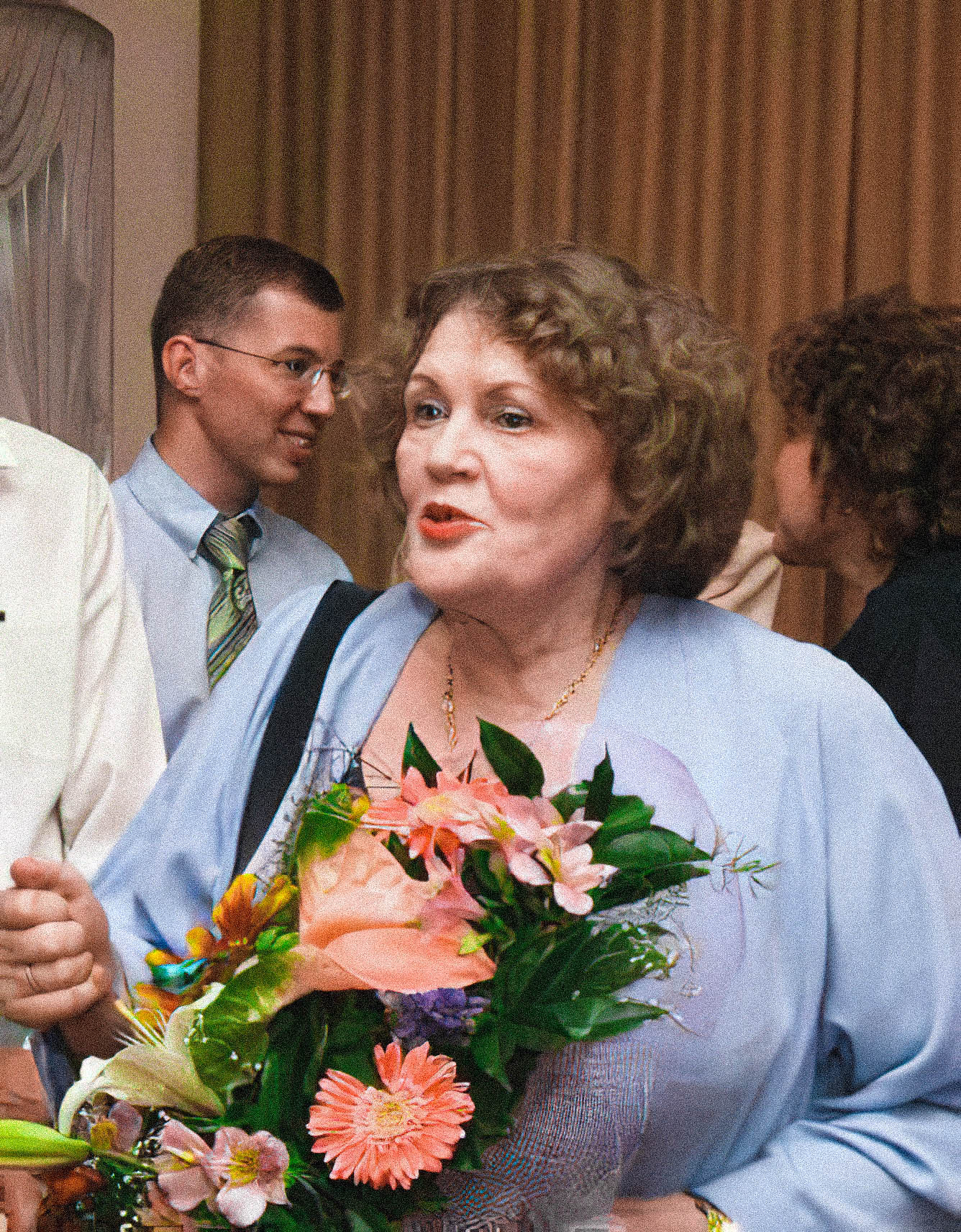
Lina Kostenko in 2006

Lina Vasylivna Kostenko (Oekraïens: Ліна Василівна Костенко) (Rzhyshchiv (Oblast Kiev), 19 maart 1930) is een Oekraïens dichter en schrijver. In 1987 ontving zij de Taras Schewtschenko-prijs. Haar werk is representatief voor de Oekraïense poëzie uit de jaren zestig, vertolkt door de zogenoemde Zestigers.
Zij is ere-hoogleraar aan de Nationale Universiteit Kiev-Mohyla Academie en ontving eredoctoraten van de Nationale Ivan Franko-universiteit van Lviv en van de Universiteit van Tsjernivtsi.

## Jeugd
Lina Kostenko werd geboren in de stad Rzhyshchiv (Oblast Kiev), destijds gelegen  in de Oekraïense Socialistische Sovjetrepubliek, een onderdeel van de Sovjet-Unie. Haar ouders waren beide onderwijzer. In 1936 verhuisde het gezin naar Truchaniv-eiland in Kiev. In 1943 brandde haar woonplaats af.
Na de middelbare school ging Lina Kostenko naar het Pedagogisch Instituut Kiev. Vervolgens studeerde zij aan het Maksim Gorki-Literatuurinstituut in Moskou, waar zij in 1956 afstudeerde. Ze was een studiegenoot van onder meer Anatoli Koeznetsov.

## Schrijverschap
In de eerste jaren na de afronding van haar studie publiceerde Kostenko drie dichtbundels: Prominnja semli (Stralen van de aarde, 1957), Witryla (Zeilen, 1958) en Mandriwky serzja (Omzwervingen van het hart, 1961). Een aantal gedichten hieruit was eerder verschenen in prominente sovjet-tijdschriften, zoals Dnipro (Dnjepr) waar zij tot 1966 in de redactie zat. In korte tijd genoot Kostenko grote bekendheid en haar werk was populair. Zij groeide uit tot een boegbeeld van de nieuwe generatie schrijvers in Oekraïne, de Zestigers, die een nieuwe schrijfstijl aan de Oekraïense literatuur toevoegde: a-typisch, radicaal en kritisch voor zover mogelijk binnen de kaders van het heersende regiem.
De meeste van haar gedichten waren apolitiek en kenmerkten zich door intieme lyriek over de liefde en de natuur, geschreven in  toegankelijke, natuurlijke taal. Zij gebruikte de mogelijkheden die taal te bieden heeft dusdanig, dat haar poëtische geluid bij de lezer een persoonlijke, diep liggende beleving teweegbracht en liet de schoonheid van taal naar psychologische complexiteit leiden.
De sovjet-autoriteiten wantrouwden haar werk echter — mede door het apolitieke karakter ervan — en bekeken Kostenko met argusogen. Haar bundel Sorjanyj intehral (De sterintegraal) werd in 1963 van de drukpersen verwijderd, omdat zij de door de censuur aangebrachte wijzigingen aanvocht. Later weigerde men Knjascha hora (De berg van de prins) uit te geven en kreeg Kostenko een publicatieverbod opgelegd. Sindsdien verscheen haar werk nog uitsluitend in ‘Samizdat’, Tsjechische tijdschriften en Poolse kranten.
Aan het publicatieverbod ging een reeks gebeurtenissen vooraf. Zo was Kostenko in 1964 als co-auteur betrokken bij het draaiboek voor de televisiefilm Perewirte swoji hodynnyky (Check uw klokken), een verhaal gebaseerd op de lotgevallen van Oekraïense dichters in de Tweede Wereldoorlog, maar distantieerde ze zich hiervan nadat vergaande wijzigingen waren aangebracht. En in 1965 ondertekende zij een protestbrief aangaande arrestaties van de Oekraïense intelligentsia. Bovendien woonde zij het proces tegen Mykhailo Osadchyi en Myroslava Zvarychevska bij in Lviv. Tijdens de berechting van de gebroeders Horyn strooide ze bloemen en samen met Ivan Drach richtte zij zich tot schrijvers uit Lviv om zich uit te spreken tegen de arrestatie van dissidenten. Na haar brief ter verdediging van de in onmin geraakte Viacheslav Chornovil in 1968 werd ook zij door de sovjet-pers geboycot.
Pas in 1977 is Kostenko gerehabiliteerd en verscheen haar bundel Nad berehamy witschnoji riki (Aan de oever van de eeuwige rivier). Tot de val van de Muur bracht zij er nog vier uit, waaronder een bloemlezing met enkele niet eerder gepubliceerde gedichten. In 1999 volgde Berestetschko (Kleine berk). Lina Kostenko maakt zich sindsdien sterk voor het levend houden van de herinnering aan de kernramp van Tsjernobyl.
Kostenko’s werk is wel vergeleken met dat van Anna Achmatova. Het is regelmatig gelardeerd met ironie, maar kent ook treurnis en woede, bijvoorbeeld om Tsjernobyl. Centraal stelt zij de sterke mens, die staat voor onafhankelijkheid en verzet tegen censuur en onderdrukking. Vaak voert ze hiervoor een historische figuur of verandering op als parallel met de actuele situatie in het totalitaire systeem.

## Werken
De werken van Kostenko werden tot 2022 niet naar het Nederlands vertaald. Daar kwam verandering in door de publicatie van "Cipressen branden", een bundel met 60 gedichten van Kostenko, vertaald door de Nederlandse dichter en slavist Arie Van der Ent, die in 2017 naar Oekraïne emigreerde. Er zijn van haar enkele in het Duits en het Engels beschikbaar. Haar oeuvre omvat de volgende titels.
- Prominnja semli (Проміння землі — Stralen van de aarde, 1957)
- Witryla (Вітрила — Zeilen, 1958)
- Mandriwky serzja (Мандрівки серця — Omzwervingen van het hart, 1961)
- Sorjanyj intehral (Зоряний інтеграл — De sterintegraal; niet gepubliceerd)
- Knjascha hora (Княжа гора —, 1972; niet gepubliceerd)
- Nad berehamy witschnoji riki (Над берегами вічної ріки — Aan den oevers van de eeuwige rivier, 1977)
- Marusja Tschuraj (Маруся Чурай, Marusja Tschuraj (versroman), 1979)
- Nepowtornist (Неповторність — Originaliteit, 1980)
- Sad netanutschych skulptur (Сад нетанучих скульптур — Tuin der onsmeltbare sculpturen, 1987)
- Wybrane (Вибране — Capita selecta, 1989)
- Busynowyj zar (Бузиновий цар — De seringenkoning, Gedichten voor kinderen, 1987)
- Berestetschko (Берестечко — Kleine berk, 1999)

## Eerbetoon

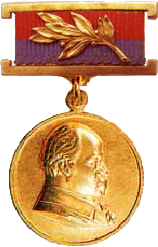
Medaille van de Schewtschenko-prijs

- In 1967 is Lina Kostenko voorgedragen voor de Nobelprijs voor Literatuur[1]
- Schewtschenko-prijs (1987)
- Antonovych-prijs (1989)
- Petrarca-prijs (1994)
- Erehoogleraar aan de Nationale Universiteit Kiev-Mohyla Academie (1999)
- Eredoctoraat van de Nationale Ivan Franko-universiteit van Lviv en van de Universiteit van Tsjernivtsi
- Orde van Vorst Jaroslav de Wijze, Ve klasse (2000)
- Asteroïde 290127 Linakostenko is naar haar vernoemd (2005)
- Op 19 maart 2021 feliciteerde president Volodymyr Zelensky Kostenko met haar 91e verjaardag en prees haar “kracht en talent die nooit aflaten te fascineren en inspireren.”[2]
- Legioen van Eer (2022)

- Bibsys: 90620159
- CiNii: DA11723531
- Gemeinsame Normdatei: 118966448
- International Standard Name Identifier: 0000 0001 0992 2392
- Library of Congress Control Number: n81076449
- Nationale Bibliotheek van Letland: 000166722
- Nationale Bibliotheek van Tsjechië: js20020812182
- Nationale Bibliotheek van Polen: a0000001185681
- Nationale en Universitaire bibliotheek Zagreb: 000053993
- Nederlandse Thesaurus van Auteursnamen: 122441370
- Istituto Centrale per il Catalogo Unico: USMV927346
- Système universitaire de documentation: 094322287
- Virtual International Authority File: 202645508
- WorldCat: E39PBJjxqBtPxpRVFKyBBmgBT3